# Provinz Pistoia
Die Provinz Pistoia (italienisch Provincia di Pistoia) ist eine italienische Provinz der Region Toskana. Sie hat 289.889 Einwohner (Stand 31. Dezember 2023) in 20 Gemeinden auf einer Fläche von 965 km². Hauptstadt ist Pistoia.
Die Provinz grenzt im Norden an die Region Emilia-Romagna (Provinz Modena und Metropolitanstadt Bologna), im Osten an die Provinz Prato, im Süden an die Metropolitanstadt Florenz und im Westen an die Provinz Lucca.

## Größte Gemeinden
(Einwohnerzahlen Stand 31. Dezember 2023)
| Gemeinde              | Einwohner |
| --------------------- | --------- |
| Pistoia               | 89.054    |
| Quarrata              | 26.972    |
| Monsummano Terme      | 20.827    |
| Montecatini Terme     | 21.106    |
| Pescia                | 19.276    |
| Agliana               | 17.969    |
| Serravalle Pistoiese  | 11.802    |
| Montale               | 10.568    |
| Pieve a Nievole       | 9123      |
| Ponte Buggianese      | 8791      |
| Buggiano              | 8725      |
| San Marcello Piteglio | 7585      |
| Massa e Cozzile       | 7766      |
| Lamporecchio          | 7401      |

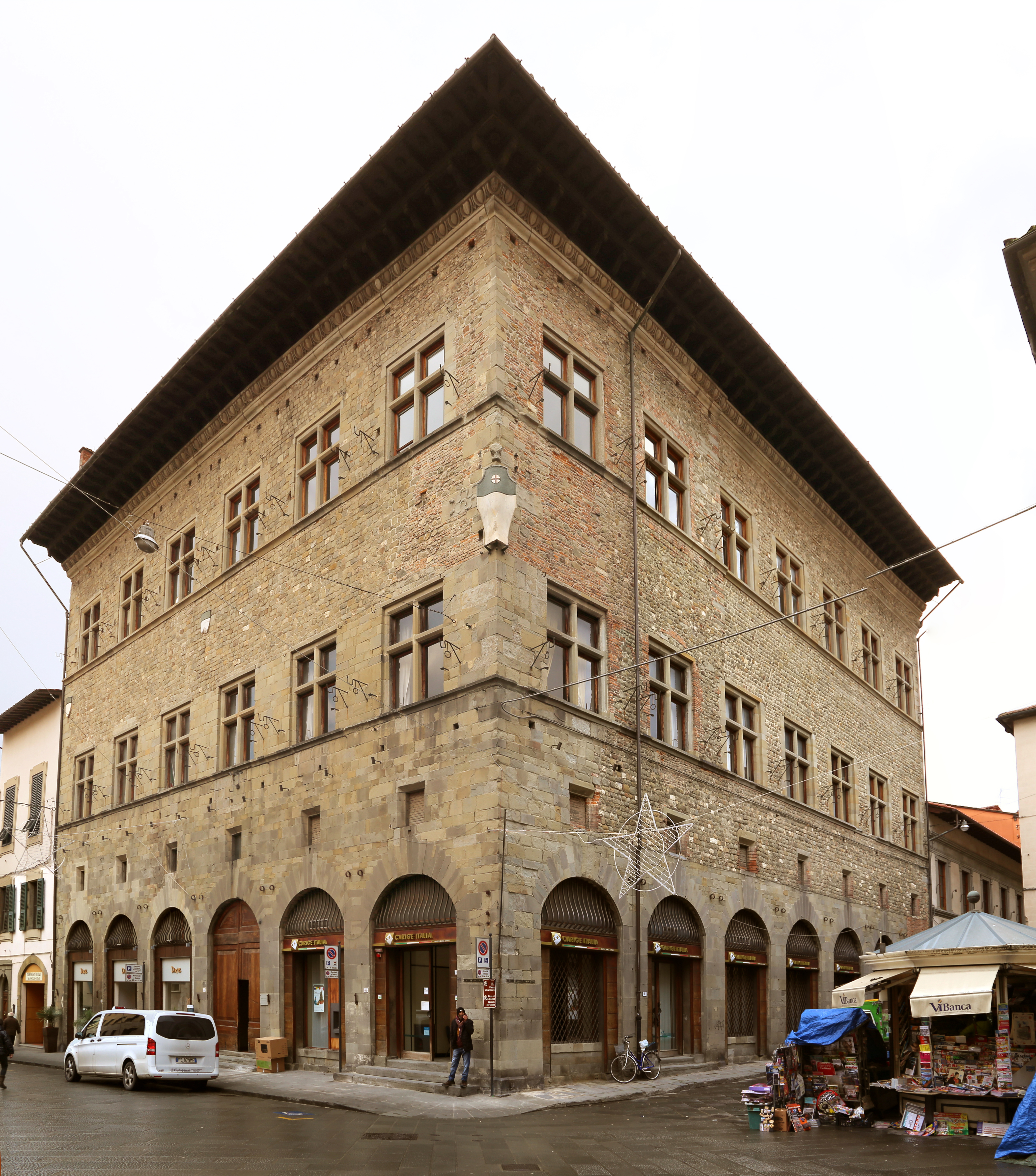
Pistoia, Palazzo Panciatichi, Regierungssitz der Provinz

Die Liste der Gemeinden in der Toskana beinhaltet alle Gemeinden der Provinz mit Einwohnerzahlen.

## Geschichte
Die Region beherbergte gallische, ligurische und etruskische Siedlungen, bevor sie im 6. Jahrhundert v. Chr. vom Römischen Reich erobert wurde. In der römischen Zeit wurde die Region als Pistorium bezeichnet, worauf im 5. Jahrhundert n. Chr. die Herrschaft eines Bistums folgte. Später gewann sie im Mittelalter unter dem Einfluss der Langobarden und des Heiligen Römischen Reiches an Bedeutung. Im Jahr 1177 n. Chr. wurde sie eine freie Stadt und wurde im 16. Jahrhundert Teil von Florenz. Die Provinz wurde im Jahr 1927 gegründet.

## Wirtschaft
Nach dem Zweiten Weltkrieg durchlief die überwiegend landwirtschaftlich geprägte Provinz eine Phase industrieller Entwicklung. In den 1960er-Jahren gehörte die Provinz jedoch zu den einkommensschwächsten Gebieten der Toskana, was auf ein hohes Armutsniveau zurückzuführen war.
Pistoia ist weltweit bekannt für Blumenbau und Baumschulproduktion; fast 2000 Baumschulen produzieren 25 % der Zierpflanzen Italiens. Die Industrieproduktion umfasst Maschinenbau, Textilien, Möbel und Keramik. Kulturstätten, Thermalbäder und Skigebiete ziehen Touristen an. Das Umland der Städte Pistoia und Pescia gilt als beliebtes Gebiet für die Blumen- und Pflanzenzucht für den weltweiten Export, während die Stadt und Gemeinde Quarrata für ihre Holzmöbel bekannt ist. Die Provinz beherbergt zudem die bekannte Giostra dell’Orso, ein mittelalterliches Ritterturnier, das nach 1947 wiederbelebt wurde und jährlich am 25. Juli zu Ehren des heiligen Jakobus mit historischen Umzügen in Pistoia gefeiert wird.